# Српска демократска лига
Српска демократска лига у Османској царевини је прва политичка странка Срба у Османском царству, а основана је у Скопљу од 10. до 13. августа 1908. године на Првој српској конференцији одмах после Младотурске револуције.

## Оснивање
Одмах након избијања Младотурске револуције Срби су одлучили да се организују на другачији начин. На Првој српској конференцији у Скопљу учествовало је 26 најугледнијих Срба у Османском царству. Изабран је централни одбор на чијем челу је био Богдан Раденковић. У састав Централнога одбора ушли су: Богдан Раденковић, Ђорђе Хаџи-Костић, Сава Стојановић, Давид Димитријевић, Јован Шантрић, Милан Чемерикић, Велимир Прелић, Васа Јовановић и Глиша Елезовић. Србима у Османском царству упућен је проглас, у коме се
- најављује напуштање револуционарне организације и најављује уставно дозвољен облик политичке акције[2]
- признаје се целовитост Османског царства[2]
- ствара се Српска демократска лига, са циљем политичкога, економскога и просветнога напретка српскога народа.

## Скупштина
Прва скупштина Срба у Османском царству одржана је од 2—11. фебруара 1909. у Скопљу. На тој скупштини донесене су резолуције о политичким, економским и црквеношколском приликама. Тражило се да се поштују закони, а посебно слободе и равноправност грађана и да се слободно употребљава српско име. Осудили су и анексију Босне и Херцеговине. У другој резолуцији тражили су да српски митрополити добију привилегије какве су добили грчки митрополити. Захтевали су и да Срби имају права и у епархијама у којима нема Срба митрополита и да се селима остави за право да приме српскога или бугарскога свештеника по својој жељи. У трећој резолуцији су тражили да се Србима врате отета имања, као и да се сељацима омогући откуп имања од велепоседника.

## Избори
На изборима 1909. Српска демократска лига освојила је 3 посланика и једнога сенатора. Исти успех поновила је 1911. године.